# برايان بورنس
برايان بورنس (بالإنجليزية: Brian Burns)‏ هو لاعب كرة قدم أمريكية أمريكي، ولد في 23 أبريل 1998 في فورت لودرديل في الولايات المتحدة.

## روابط خارجية
- برايان بورنس على موقع إي إس بي إن.كوم (أن.أف.أل)3
- برايان بورنس على موقع مرجع كرة القدم المحترفة.كوم (الإنجليزية)
- برايان بورنس على موقع كلية كرة القدم في سبورتس رفرنس.كوم (الإنجليزية)